# Panterflugsvamp
Panterflugsvamp (förr även panterfläckig flugsvamp) (Amanita pantherina) är en art i familjen Amanitaceae och släktet flugsvampar. Svampen växer på marken i blandskog i Europa. Den växer i hela Sverige men framför allt söder om biologiska norrlandsgränsen.

## Utseende och ekologi
Fruktkropparna hos panterflugsvamp kommer från sommar till höst. Svampen blir oftast 6–10 cm hög med en fotdiameter på 1–2 cm och en hattdiameter på 5–12 cm. Foten är ihålig, har såväl ring som strumpa och har även en tydligt avgränsad knöl vid basen. Ringen är vit och glansig. Hatten är oftast ljust gråbrun till mörkbrun och är täckt av små vita hyllerester. Hattformen är kuddformad till utbredd, hattens kant har radiära (ekerliknande) fåror och hatthuden är avdragbar. Skivorna sitter tätt och är mjuka och vita. Sporerna är brett ovala, mäter cirka 8–12 gånger 6,7–7,5 mikrometer, är vita och amyloida (färgas blå av jodlösning). 
Arten kan framför allt förväxlas med gråfotad flugsvamp (A. spissa) och grå kamskivling (A. vaginata). Förväxlingar mellan panterflugsvamp och de ätliga arterna rodnande flugsvamp (A. rubescens) och stolt fjällskivling (Macrolepiota procera) har lett till flera förgiftningsfall.

## Giftighet
Panterflugsvamp producerar ibotensyra och muscimol  och är därför psykoaktiv, men har på grund av de höga halterna inte använts som enteogen i någon högre utsträckning.
Svampen är Sveriges tredje giftigaste flugsvamp, efter vit flugsvamp (A. virosa) och lömsk flugsvamp (A. phalloides). Förgiftningar med dödlig utgång har inträffat, men då efter förtäring av relativt stora mängder av svampen.
Carl Mörner skrev 1919 att panterflugsvamp och stenmurkla är de svampar som har störst variation i mängden gift i olika individer.

## Galleri

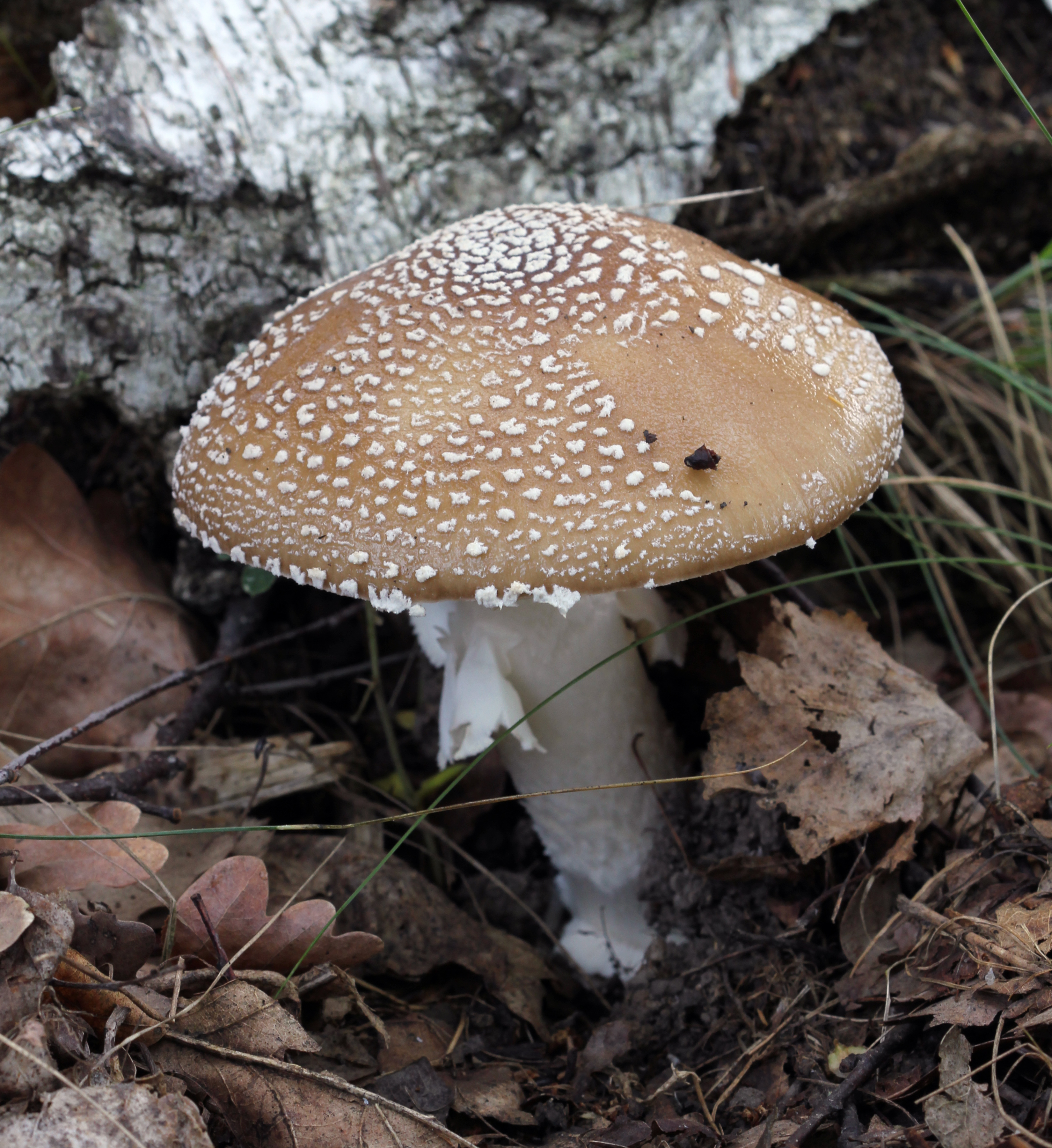
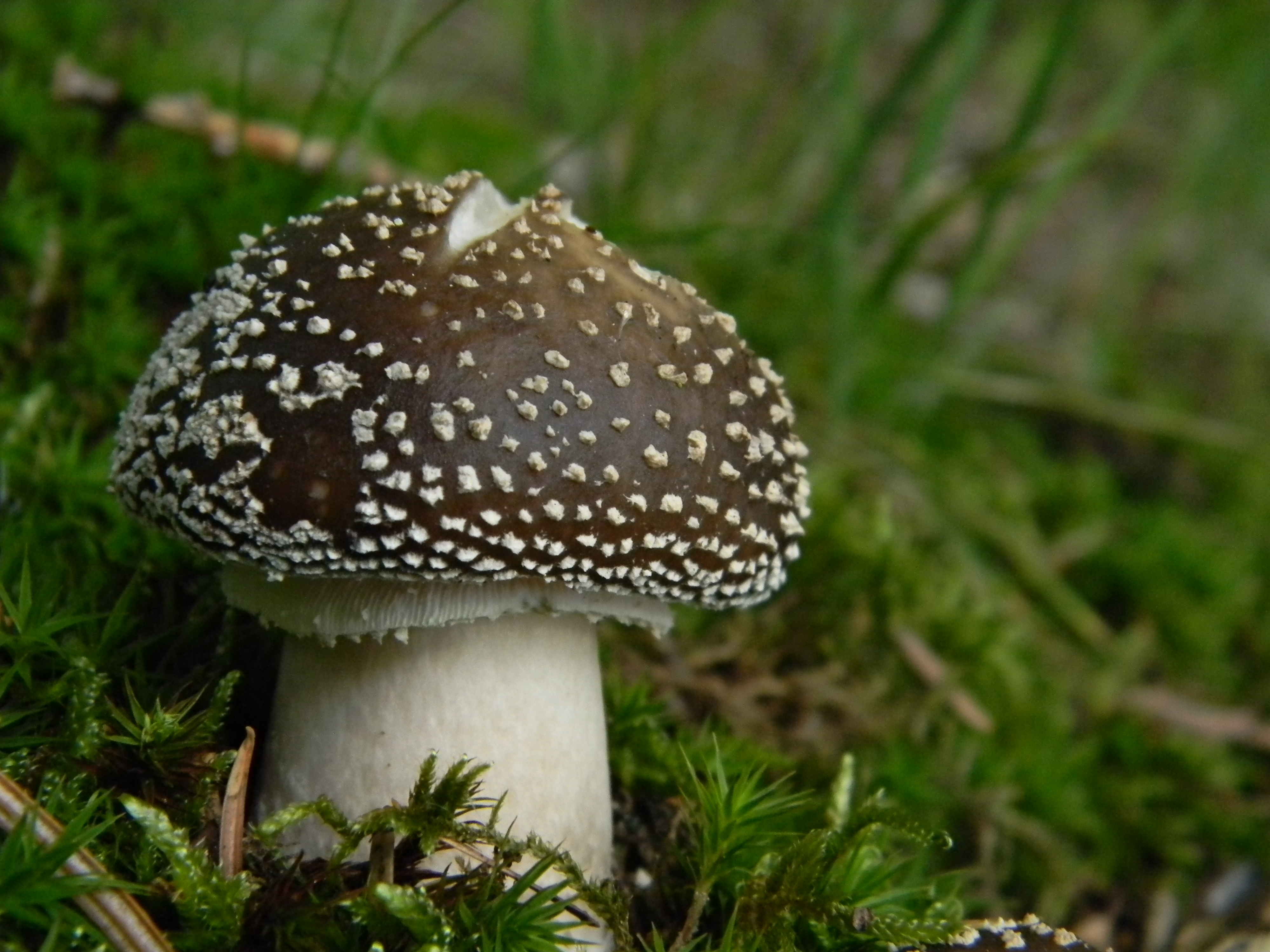
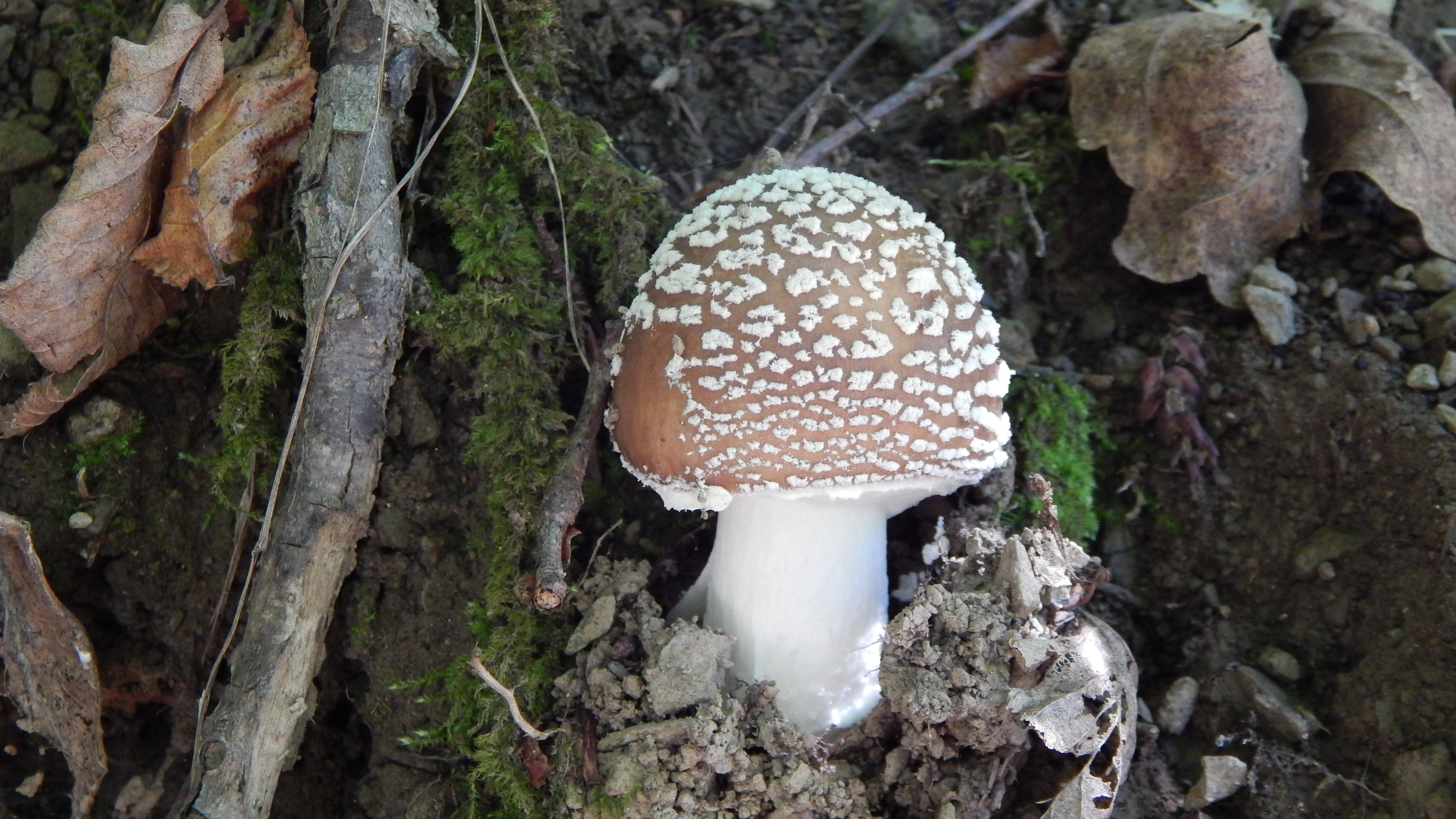
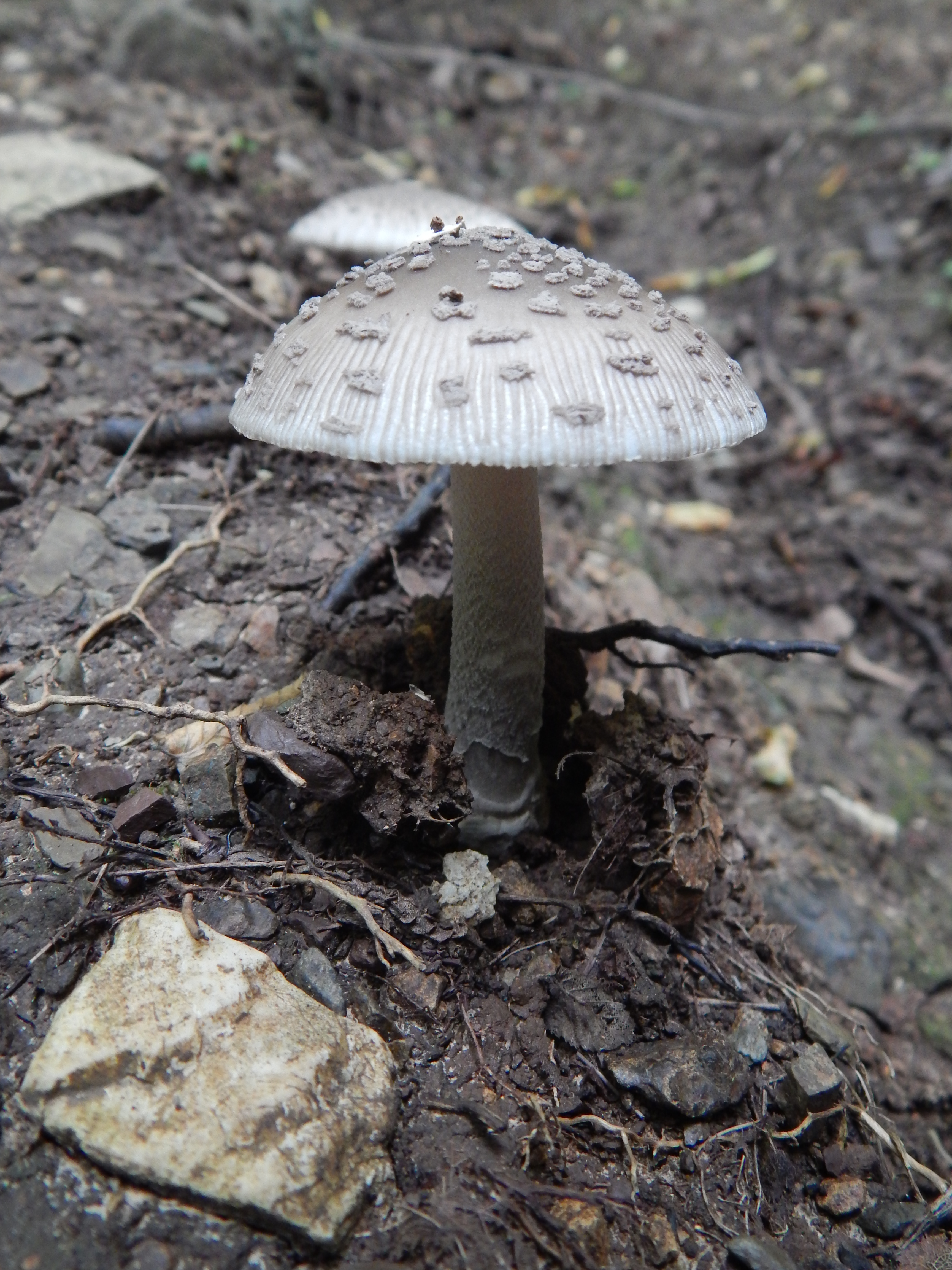
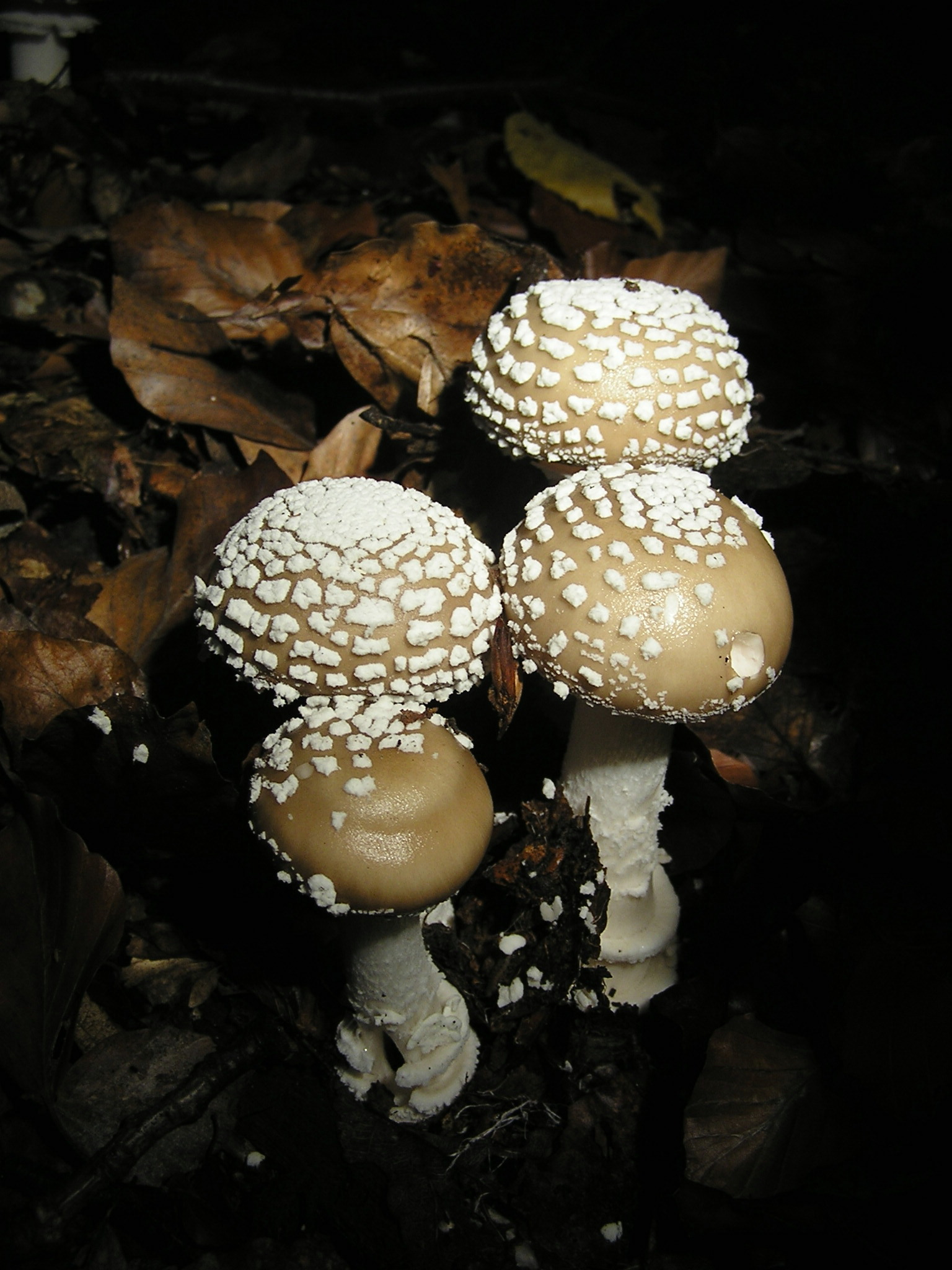
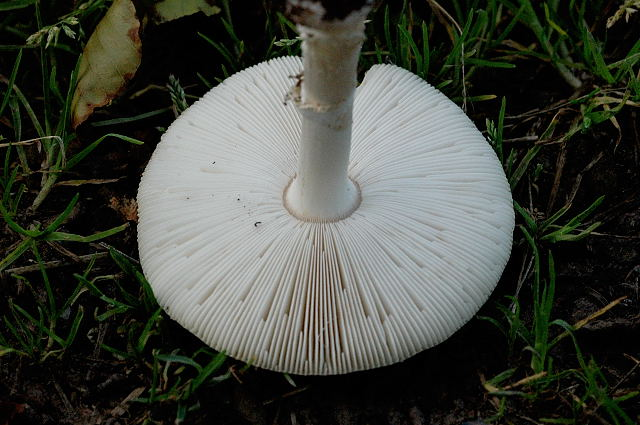
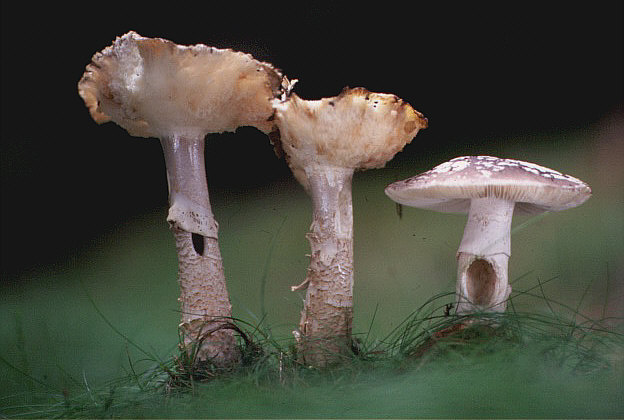

### Webbkällor
- ”Rogers Mushrooms - Amanita pantherina” (på engelska). Arkiverad från originalet den 7 november 2011. https://web.archive.org/web/20111107095105/http://www.rogersmushrooms.com/gallery/DisplayBlock~bid~5551.asp. Läst 13 februari 2010.